# Бърнард Томич
Бърнард Томич (на хърватски: Bernard Tomić) е професионален тенисист от Австралия.

## Биография
Бърнард Томич е роден на 21 октомври 1992 г. в Щутгарт, Германия.

## Кариера
Бърнард Томич е професионален тенисист от 2008 г. Към 24 октомври 2011 г., той е най-високо поставения австралийски тенисист в топ 50.
Най-доброто му представяне в турнирите от големия шлем е четвъртфинал на Уимбълдън през 2011 година.

## Кариерна статистика

### ATP финали (4 титли; 6 финала)
|        | П–З | Година | Турнир             | Клас-серии | Настилка | Опонент               | Резултат                |
| ------ | --- | ------ | ------------------ | ---------- | -------- | --------------------- | ----------------------- |
| Победа | 1–0 | 2013   | Сидни Интернешънъл | 250 серии  | Твърда   | Кевин Андерсън        | 6–3, 6–7(2–7), 6–3      |
| Загуба | 1–1 | 2014   | Сидни Интернешънъл | 250 серии  | Твърда   | Хуан Мартин дел Потро | 3–6, 1–6                |
| Победа | 2–1 | 2014   | Колумбия Оупън     | 250 серии  | Твърда   | Иво Карлович          | 7–6(7–5), 3–6, 7–6(7–4) |
| Победа | 3–1 | 2015   | Колумбия Оупън     | 250 серии  | Твърда   | Адриан Манарино       | 6–1, 3–6, 6–2           |
| Загуба | 3–2 | 2016   | Мексико Оупън      | 500 серии  | Твърда   | Доминик Тийм          | 6–7(6–8), 6–4, 3–6      |
| Победа | 4–2 | 2018   | Чънду Оупън        | 250 серии  | Твърда   | Фабио Фонини          | 6–1, 3–6, 7–6(9–7)      |